# 长蕊灯心草
长蕊灯心草（学名：Juncus longistamineus）是灯心草科灯心草属的植物，是中国的特有植物。分布在中国大陆的云南等地，生长于海拔3,100米至3,600米的地区，多生于草坡上，目前尚未由人工引种栽培。